# Lacus Perseverantiae

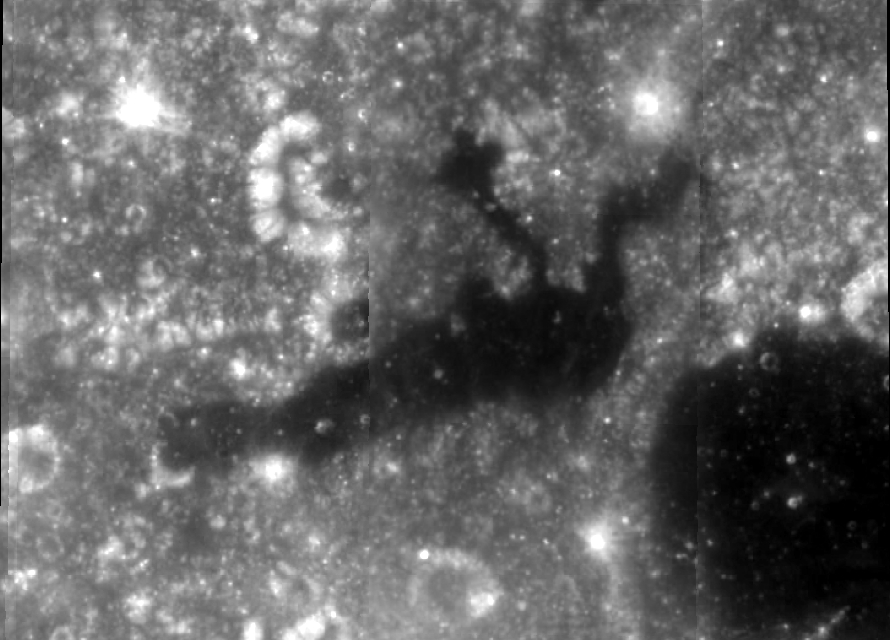
Lacus Perseverantiae, photographié en 1994 par la sonde orbitale Clementine.

Lacus Perseverantiae (Lac de la persévérance en latin) est un petit lac lunaire. Le nom a été fixé par l'Union astronomique internationale en 1979.
Le lac a un diamètre de 70 km et se trouve à l'ouest de la face visible de la Lune avec les coordonnées sélénographiques 8, 62. Le lac s'étend vers l'ouest depuis l'extérieur nord-ouest du cratère Firmicus, avec de petites extensions vers le nord et le nord-ouest à l'extrémité orientale.